# “克里米亚回归”纪念奖章

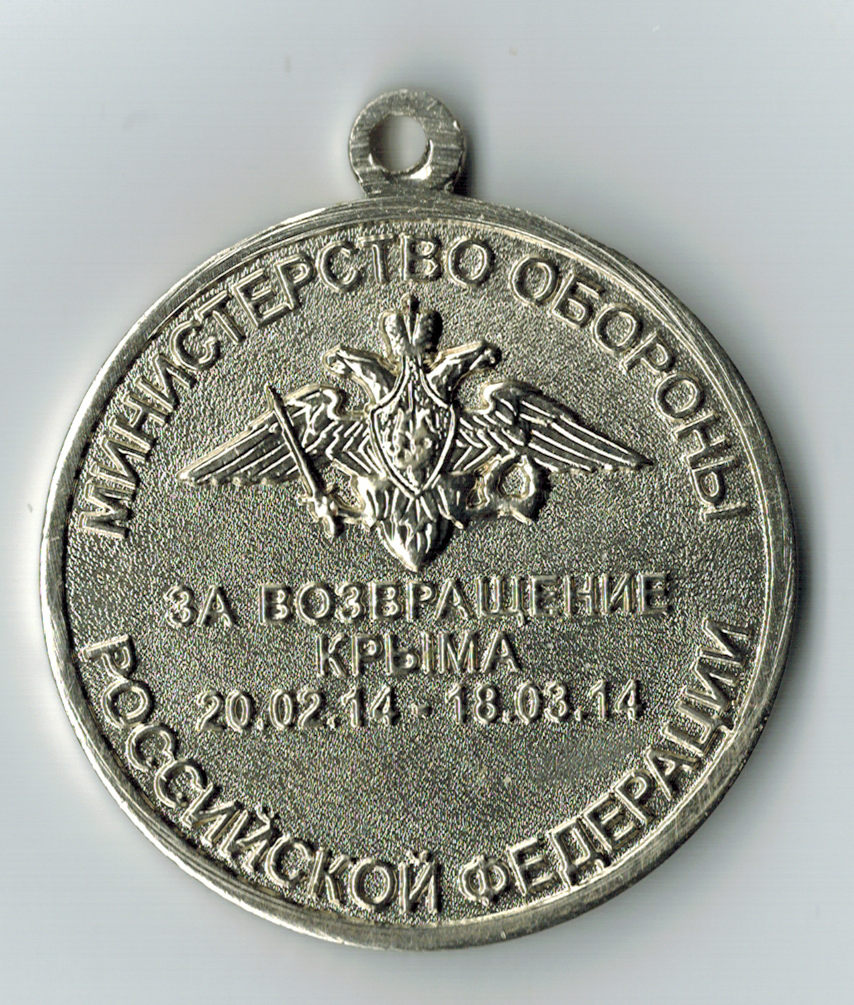
“克里米亚回归”纪念奖章的背面，记载俄军自2014年2月20日至3月18日吞并乌克兰克里米亚半岛的行动。

“克里米亚回归”纪念奖章（俄语：Медаль «За возвращение Крыма»）是俄罗斯国防部于乌俄战争中颁发的战役奖章。旨在奖励于2014年2月20日至同年3月18日期间，入侵乌克兰克里米亚自治共和国，在该地夺取政权，举办非法公投并宣布俄国吞并克里米亚半岛的俄罗斯联邦武装部队军事和文职人员，以及对此提供协助的俄罗斯联邦或外国公民。

## 暴露俄军入侵日期
根据这一勋章的铭文，俄军入侵克里米亚的行动于2014年2月20日开始。而时任乌克兰总统的維克托·亞努科維奇是于这第二天，也即2014年2月21日才叛逃俄罗斯，并于第三天，也即2014年2月22日被乌克兰最高拉达以328:0全票通过罢免。